# Лангенхаген
Лангенхаген (њем. Langenhagen) град је у њемачкој савезној држави Доња Саксонија. Једно је од 21 општинског средишта округа Регион Хановер. Према процјени из 2010. у граду је живјело 51.691 становника. Посједује регионалну шифру (AGS) 3241010.

## Географски и демографски подаци
Лангенхаген се налази у савезној држави Доња Саксонија у округу Регион Хановер. Град се налази на надморској висини од 51 метра. Површина општине износи 71,9 km². У самом граду је, према процјени из 2010. године, живјело 51.691 становника. Просјечна густина становништва износи 719 становника/km².

## Међународна сарадња
| Мјесто      | Држава               | Врста сарадње | Од    |
| ----------- | -------------------- | ------------- | ----- |
| Бијељина    | Босна и Херцеговина  | партнерство   | 1999. |
| Штадл-Паура | Аустрија             | партнерство   | 1974. |
| Ново Место  | Словенија            | партнерство   | 2000. |
| Белгород    | Русија               | партнерство   | 2000. |
| Аланкупам   | Индија               | контакт       | 1980. |
| Садарк      | Уједињено Краљевство | партнерство   | 1980. |
|             | Француска            | партнерство   | 1967. |
| Joinville   | Француска            | контакт       | 2000. |
| Жоинвиле    | Бразил               | контакт       | 1980. |
| Извор       |                      |               |       |